# Carrière du Chauffour
La carrière du Chauffour est une ancienne carrière de pierre souterraine située à proximité de Thiescourt, dans le département de l'Oise, en France.

## Localisation
La carrière du Chauffour est située dans le département français de l'Oise, près de Noyon, au sud-ouest du village de Thiescourt dans les bois du même nom.

## Description
C'est une ancienne carrière souterraine, dédiée à l'extraction de calcaire, qui a été habitée par des soldats français au cours de la Première Guerre mondiale.
À l'intérieur, se trouvent divers sculptures qui sont inscrites au titre des monuments historiques depuis 1999. Louis Leclabart réalisa quatre des sculptures rupestres.